# 东堂子胡同
39°54′51″N 116°25′16″E / 39.9142026°N 116.4211135°E
东堂子胡同，是位于中国北京市东城区的一条胡同。

## 简介
东堂子胡同东起朝阳门南小街，西至东单北大街，与南侧的外交部街和北侧的红星胡同（原名无量大人胡同）平行。胡同南侧有协和胡同通往外交部街。东堂子胡同全长726米，宽8米，沥青路面。
东堂子胡同明朝属黄华坊，称为“堂子胡同”。“堂子”是明朝时的江南方言，意为“妓院”，故得名。清朝属镶白旗，称“东堂子胡同”。《天咫偶闻》记载：“总理各国事务衙门在东堂子胡同，故大学士赛尚阿第也。”中华民国成立后，沿称“东堂子胡同”。文化大革命中一度改称“瑞金路十二条”，后来恢复原名“东堂子胡同”。
1998年，北京市将东堂子胡同、红星胡同一带列为重点招商引资项目。2000年左右，这一带的“危改带市政”工程开工。2004年起，陈丽华的香港富华国际集团投资的金宝街工程动工，开发范围南起东堂子胡同，北到干面胡同。东堂子胡同以北的红星胡同大片平房被拆迁，风貌遭到较大破坏，但东堂子胡同幸存下来。
东堂子胡同内曾居住过不少名人，还有其他历史遗迹。现在有一些单位、学校，其他为民居。
- 蔡元培旧居：东堂子胡同75号，是北京大学校长蔡元培的旧居，今为北京市文物保护单位。[1]现已辟为“蔡元培故居”开放。
- 总理各国事务衙门建筑遗存：东堂子胡同49号，原是清朝的总理各国事务衙门，今为北京市文物保护单位。[1]现被公安部人民来访接待室使用。
- 伍连德故居：东堂子胡同4号、6号（旧门牌为东堂子胡同55号），位于胡同东口。故居为一幢带有孟莎屋顶、老虎窗的小洋楼，属于法国式建筑，如今保存完好。中华人民共和国成立后，伍连德将该故居捐给中华医学会。现在作为“东堂子胡同4、6号近代建筑”被列为东城区文物保护单位。[3]
- 沈从文故居：东堂子胡同51号（旧门牌为东堂子胡同21号），地处胡同中段北侧，坐北朝南，其东侧是总理各国事务衙门。该院为中国历史博物馆宿舍，购于1952年，原是两进四合院，内有起脊瓦房26间，建筑面积459平方米，院内空地面积350平方米；现全部房屋已拆除。1953年沈从文入住，被分配到里院靠东端的北房三间：文化大革命初期，沈从文遭到批斗，被抄家，住房被挤占两间，全家挤在一间房中；1972年，沈从文夫人张兆和分得小羊宜宾胡同3号东厢房两间，夫妻从此分居两处，沈从文“东家食而西家宿”，在小羊宜宾胡同3号吃饭，在东堂子胡同51号继续研究“中国古代服饰资料”；1980年，沈从文从东堂子胡同51号迁居前门东大街3号的一套小三居室楼房。[4]
- 史树青故居：东堂子胡同55号。1930年，8岁的史树青到北京，1940年史家迁居此院，为两进四合院。史树青在此居住直到2007年病逝。距东堂子胡同数百米，原来有芳嘉园，王世襄居此。东堂子胡同以北有红星胡同（原名无量大人胡同），周汝昌在此居住20多年。王世襄、周汝昌都是史树青的老友。[5]
- 林巧稚的私人诊所：1942年，林巧稚在东堂子胡同开办私人诊所。[6]
- 北京市外国语学校：东堂子胡同甲30号。

## 文物保护单位
| 名称                     | 编号               | 分类                       | 时代               | 区划               | 地点               | 公布               | 图片               |
| 北京市文物保护单位       | 北京市文物保护单位 | 北京市文物保护单位         | 北京市文物保护单位 | 北京市文物保护单位 | 北京市文物保护单位 | 北京市文物保护单位 | 北京市文物保护单位 |
| ------------------------ | ------------------ | -------------------------- | ------------------ | ------------------ | ------------------ | ------------------ | ------------------ |
| 总理各国事务衙门建筑遗存 | 7-6                | 古建筑                     | 清                 | 东城区             | 东堂子胡同49号     | 2003年12月11日     |                    |
| 蔡元培旧居               | 8-23               | 近现代重要史迹及代表性建筑 | 民国               | 东城区             | 东堂子胡同75号     | 2011年6月13日      |                    |
| 东城区文物保护单位       |                    |                            |                    |                    |                    |                    |                    |
| 东堂子胡同4、6号近代建筑 | 3-16               | 近现代重要史迹及代表性建筑 | 民国               | 东城区             | 东堂子胡同4、6号   |                    |                    |